# Балка Чернеча
Балка Чернеча  — ботанічний заказник місцевого значення. Об'єкт розташований на території Нікольського району Донецької області, на території Зорянської сільської ради.
Площа — 34,8 га, статус отриманий у 2018 році.
Являє собою справжній та петрофічний степ з оголеннями гранітів у Балці Чернеча, правій притоці річки Кальміусу. Флора нараховує 178 видів. Виявлено 4 рослинних угруповання, занесених до Зеленої книги України. Зростає 9 видів рослин, занесених до Червоної книги України (гіацинтик Палласів, сон багемський, ковила відмінна, ковила волосиста та інші). 7 рідкісних на території області видів рослин (гвоздика видовжена, ластовець азовський, гвоздика блідоквіткова та інші).